# British Empire Trophy
Le British Empire Trophy (ou BRDC Empire Trophy) était une course automobile du British Racing Drivers' Club, disputée au Royaume-Uni entre 1932 et 2003.

## Historique
Elle s'est déroulée sur cinq circuits automobiles distincts, à 42 reprises à travers huit décades, en récompensant dix catégories différentes du sport automobile, notamment celles de Formule libre avant-guerre, puis de Grand Prix et de Formule 1 jusqu'en 1950.
Stirling Moss s'est imposé à 4 reprises sur voitures de sport, et Bob Gerard à 3 sur monoplaces.

## Palmarès

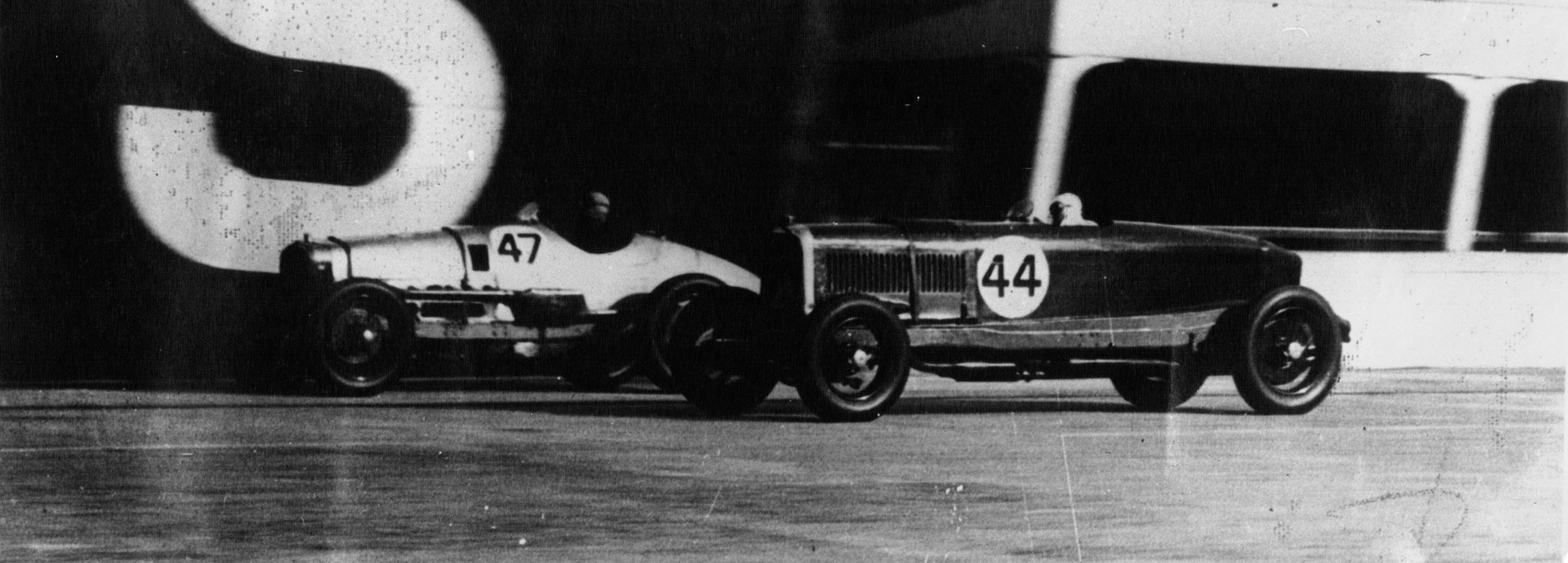
La première course, en 1932 : Le vainqueur Cobb (no 47) devance la Panhard 8C no 44 d'Eyston, deuxième.

Le circuit de Brooklands (années 1930).

Donington Park, à la fin des années 1930.

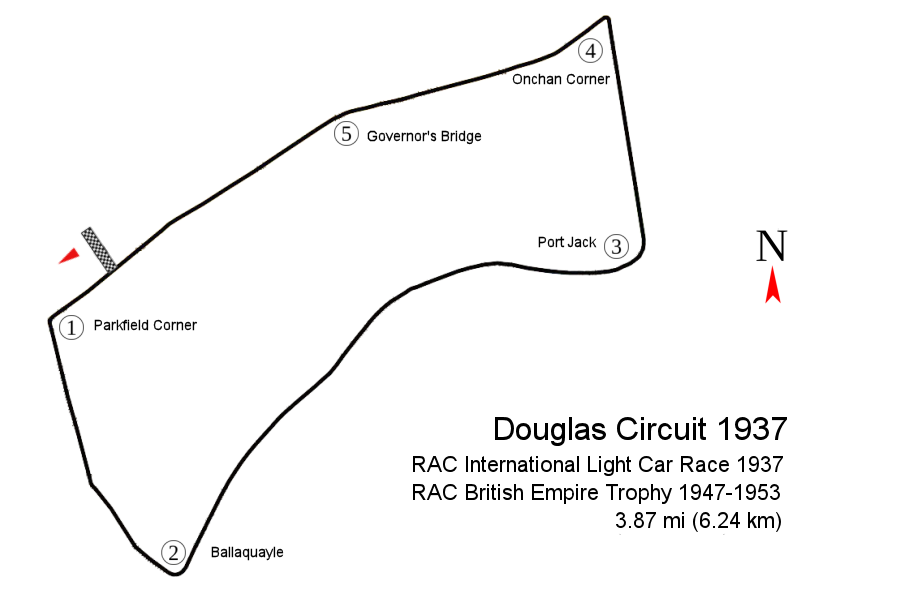
Le circuit urbain utilisé à Douglas (île de Man), entre 1947 et 1953.

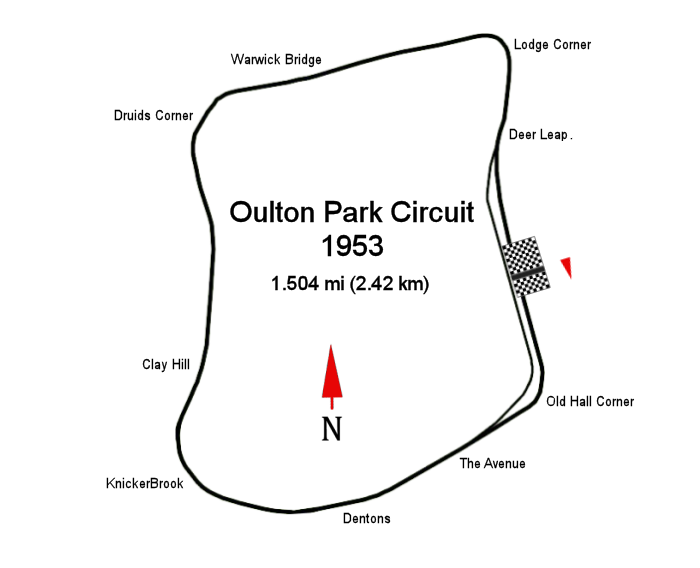
Oulton Park durant les années 1950.

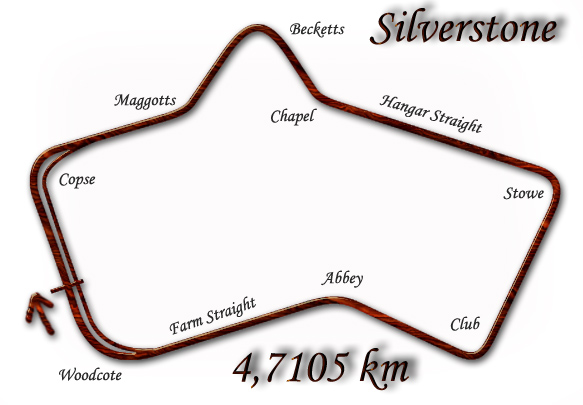
Le circuit de Silverstone, entre 1960 et 1974.

| Année     | Circuit             | Catégorie           | Vainqueur                           | Voiture               |
| --------- | ------------------- | ------------------- | ----------------------------------- | --------------------- |
| 1932      | Brooklands          | Formule libre       | John Cobb                           | Delage V12/LSR        |
| 1933      | Brooklands          | Formule libre       | Stanisław Czaykowski                | Bugatti Type 54       |
| 1934      | Brooklands          | Formule libre       | George Eyston                       | MG Magnette K3        |
| 1935      | Brooklands          | Formule libre       | Freddie Dixon                       | Riley 6               |
| 1936      | Donington Park      | Formule libre       | Richard Seaman                      | Maserati 8CM          |
| 1937      | Donington Park      | Formula libre       | Raymond Mays                        | ERA C-Type            |
| 1938      | Donington Park      | Formule libre       | Arthur Charles Dobson               | Austin                |
| 1939      | Donington Park      | Formule libre       | Tony Rolt                           | ERA B                 |
| 1940-1946 | course non disputée | course non disputée | course non disputée                 | course non disputée   |
| 1947      | Circuit de Douglas  | Grand Prix          | Bob Gerard                          | ERA B                 |
| 1948      | Circuit de Douglas  | Grand Prix          | Geoffrey Ansell                     | ERA B                 |
| 1949      | Circuit de Douglas  | Grand Prix          | Bob Gerard                          | ERA B                 |
| 1950      | Circuit de Douglas  | Formule 1           | Bob Gerard                          | ERA B                 |
| 1951      | Circuit de Douglas  | Sport               | Stirling Moss                       | Frazer Nash-Bristol   |
| 1952      | Circuit de Douglas  | Sport               | Pat Griffith                        | Lister T51-MG         |
| 1953      | Circuit de Douglas  | Sport               | Reg Parnell                         | Aston Martin DB3S     |
| 1954      | Oulton Park         | Sport               | Alan Brown                          | Cooper T22-Bristol    |
| 1955      | Oulton Park         | Sport               | Archie Scott Brown                  | Lister-Bristol        |
| 1956      | Oulton Park         | Sport               | Stirling Moss                       | Cooper T39-Climax     |
| 1957      | Oulton Park         | Sport               | Archie Scott Brown                  | Lister-Jaguar         |
| 1958      | Oulton Park         | Sport               | Stirling Moss                       | Aston Martin DBR2/300 |
| 1959      | Oulton Park         | Formule 2           | Jim Russell                         | Cooper T45-Climax     |
| 1960      | Siverstone          | Formule Junior      | Henry Taylor                        | Lotus 18-Ford         |
| 1961      | Silverstone         | Intercontinental    | Stirling Moss                       | Cooper T53-Climax     |
| 1962-1969 | course non disputée | course non disputée | course non disputée                 | course non disputée   |
| 1970      | Oulton Park         | Formule 3           | Bev Bond                            | Lotus 59 A-Ford       |
| 1971      | Oulton Park         | Formule 3           | David Walker                        | Lotus 69-Ford         |
| 1972      | Silverstone         | Historics           | W. Green                            | Maserati Tipo 61      |
| 1973      | Silverstone         | Historics           | N. Corner                           | Aston Martin NR4/300  |
| 1974      | Silverstone         | Historics           | J. Harper                           | Lister-Jaguar         |
| 1975-1976 | course non disputée | course non disputée | course non disputée                 | course non disputée   |
| 1977      | Donington Park      | Historics           | N. Corner                           | BRM P25               |
| 1978      | Donington Park      | Historics           | N. Corner                           | BRM P25               |
| 1979-1989 | course non disputée | course non disputée | course non disputée                 | course non disputée   |
| 1990      | Silverstone         | WSC Sport           | Martin Brundle Alain Ferté          | Jaguar XJR-11         |
| 1991      | Silverstone         | WSC Sport           | Derek Warwick Teo Fabi              | Jaguar XJR-14         |
| 1992      | Silverstone         | WSC Sport           | Derek Warwick Yannick Dalmas        | Peugeot 905 B         |
| 1993-1994 | course non disputée | course non disputée | course non disputée                 | course non disputée   |
| 1995      | Silverstone         | BPR GT Sport        | Andy Wallace Olivier Grouillard     | McLaren F1 GTR        |
| 1996      | Silverstone         | BPR GT Sport        | Andy Wallace Olivier Grouillard     | McLaren F1 GTR        |
| 1997      | Silverstone         | FIA GT Sport        | Peter Kox Roberto Ravaglia          | McLaren F1 GTR        |
| 1998      | Silverstone         | FIA GT Sport        | Bernd Schneider Mark Webber         | Mercedes-Benz CLK GTR |
| 1999      | Silverstone         | FIA GT Sport        | Olivier Beretta Karl Wendlinger     | Chrysler Viper GTS-R  |
| 2000      | Silverstone         | FIA GT Sport        | Julian Bailey Jamie Campbell-Walter | Lister Storm GT       |
| 2001      | Silverstone         | Historics           | Graham Hathaway Gary Pearson        | Jaguar XJR-11         |
| 2002      | Silverstone         | British GT Sport    | Thomas Erdos Ian McKellar           | Saleen S7R            |
| 2003      | Silverstone         | British GT Sport    | Piers Johnson Shane Lynch           | TVR T400R             |